# Heilbronner Papierindustrie

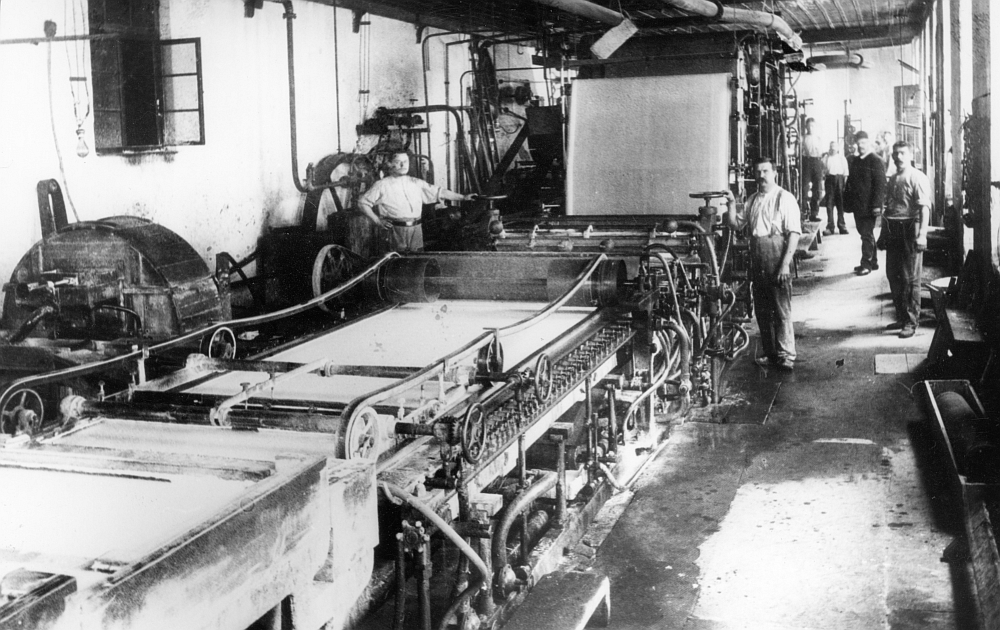
Die Produktionshalle der Papierfabrik Rauch um 1905

Die Heilbronner Papierindustrie zählt zu den wichtigen Vorläufern der allgemeinen Industrialisierung in Württemberg. Ab den 1820er Jahren bestanden die Papierfabriken der Gebrüder Rauch und von Gustav Schaeuffelen auf der Bleichinsel und der Kraneninsel im Neckar in Heilbronn. Hinzu kamen Papierverarbeiter an anderen Stellen der Stadt. Außerdem gingen von dort auch Weiterentwicklungen der Herstellungstechnik aus. Heilbronn hatte im 19. Jahrhundert den Ruf einer „Papierstadt“. Während die Papierherstellung am Neckar ab den 1920er Jahren einging, haben sich die traditionsreichen Papierverarbeiter und -händler Berberich Papier, Mayer-Kuvert, Kilian-Verpackung und Baier & Schneider bis in die Gegenwart halten können.

## Voraussetzungen

### Wasserkraft und Rohstoffe

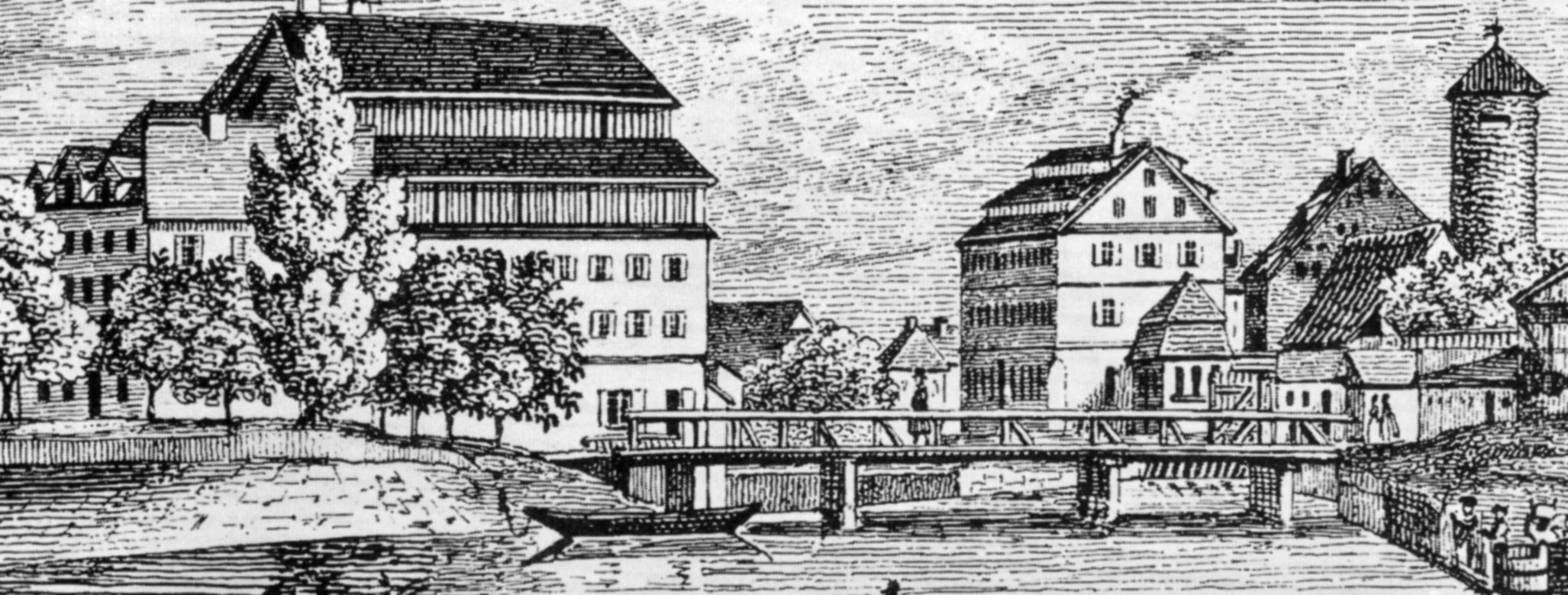
Die Papiermühlen Rauch (links) und Schaeuffelen am Neckar um 1835

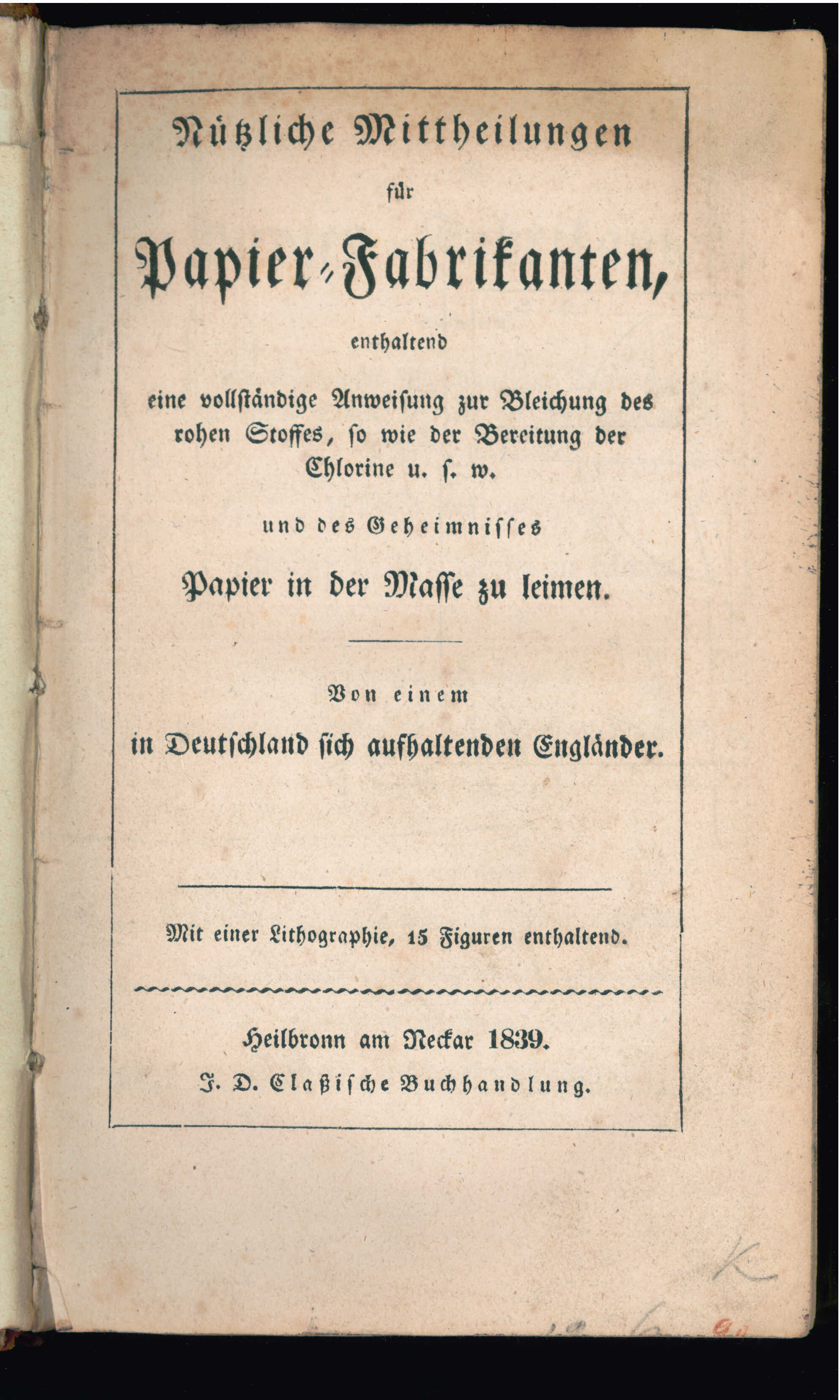
Nützliche Mittheilungen für Papier-Fabrikanten (Chlorbleiche und Massenleimung), Heilbronn 1839

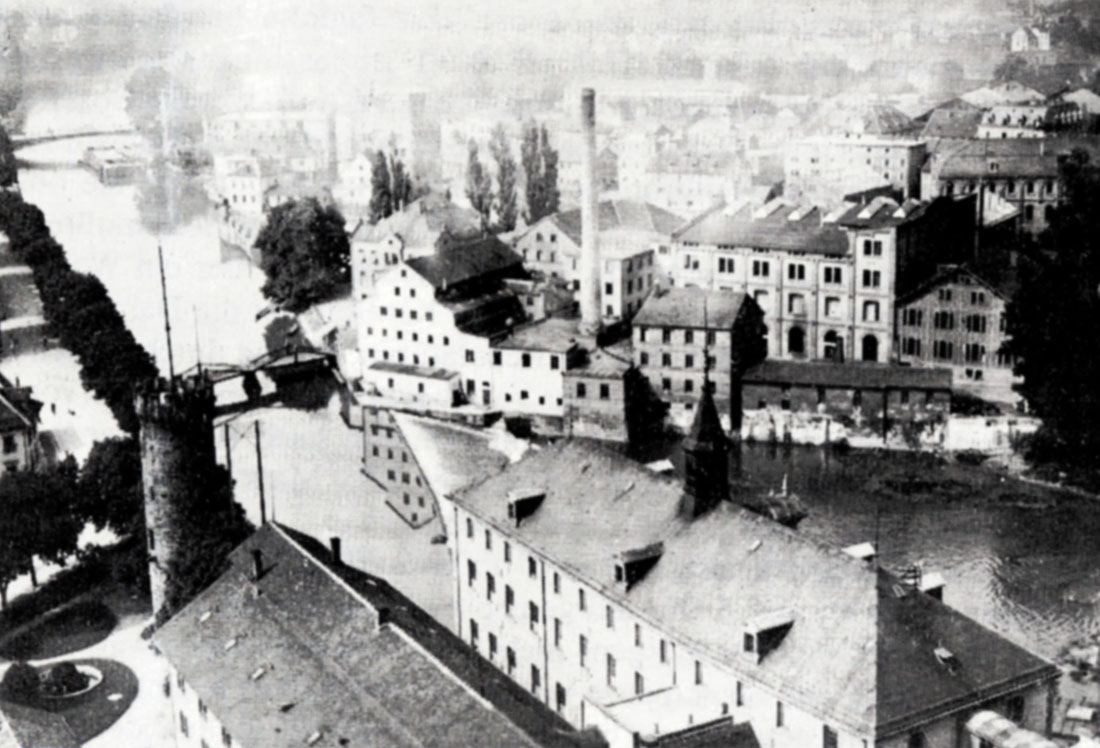
Die Heilbronner Papierindustrie 1905

Für den Betrieb einer Papiermühle benötigt man neben dem Rohmaterial (Lumpen und Holz) ein größeres Fließgewässer, dessen Wasserkraft die Mühle treibt und das genug Wasser für den Herstellungsprozess liefert. Heilbronn war ursprünglich nur an einem Seitenarm des Neckars gelegen, doch mit dem Neckarprivileg von 1333 konnte die Stadt den Lauf des Fluesses beeinflussen und ihn längs der westlichen Stadtmauer mit Wehren anstauen. Auf der Bleichinsel im Neckar entstand im Lauf der Zeit ein umfangreiches Mühlenwesen. 1441 wurde eine Sägemühle errichtet, später folgten Ölmühlen und eine Eisenschmiede. Eine erste Papiermühle wird 1570 erwähnt, eine zweite, möglicherweise ein Neubau der ersten, im Jahr 1604. Diese Mühle wurde 1646 im Zuge des Ausbaus der Stadtbefestigung während des Dreißigjährigen Krieges abgebrochen. Die dritte Heilbronner Papiermühle wurde um 1709 am Bollwerksturm anstelle einer dem Bürgermeister Johann David Feyerabend gehörenden Walkmühle eingerichtet. Zwischen 1790 und 1810 wurden etwa 20 zusätzliche Mühlen errichtet, so dass es im Jahr 1807 in Heilbronn 27 Mühlen gab.
Die Unterbrechung der Neckarschifffahrt durch die Stauwehre machte die Stadt zum Umschlagplatz für alle auf dem Neckar geschifften Waren und damit zu einer Handelsstadt. Auch der Holzumschlag war groß, das neckarabwärts geflößte Holz konnte durch eine eigens geschaffene Floßgasse die Stauwehre passieren. Der 1821 fertiggestellte Wilhelmskanal machte den Neckar stromaufwärts weiter in Richtung Stuttgart durchgängig schiffbar. Um 1820 wurden jährlich bereits 25.000 Bretter und Bohlen allein aus Cannstatt nach Heilbronn versandt, 1841 betrug die Menge der abgefahrenen Holz- und Schnittwaren rund 300.000 Zentner, nicht eingerechnet die beachtliche Menge aus dem Schwarzwald herbeigeflößten Holzes.
Der Neckar als Handelsweg, Wasser- und Kraftquelle bot günstige Voraussetzungen zur industriellen Herstellung von Papier mit der um 1800 entwickelten Endlospapiermaschine, die in Heilbronn erstmals in den frühen 1820er Jahren zum Einsatz kam. Mehrere Heilbronner Papierhersteller und -verarbeiter erlangten überregionale Bedeutung, sowohl durch die Größe ihrer Betriebe, die Verbreitung ihrer Produkte als auch durch die Weiterentwicklung der Herstellungstechnik.

### Arbeitskräfte
Aus kleinen Mühlenbetrieben mit wenigen Beschäftigten wuchsen die beiden bedeutendsten Heilbronner Papierhersteller, die Gebrüder Rauch und Gustav Schaeuffelen, binnen zweier Unternehmergenerationen bis zum späten 19. Jahrhundert zu großen Fabriken mit zusammen etwa 700 Beschäftigten. Die für die Herstellung benötigten Lumpen trugen nochmals bis zu 800 Lumpensammler zusammen. Das Arbeitsplatzangebot in der Papierindustrie und der ihr nachfolgenden weiteren Industrien in Heilbronn zog viele Zuwanderer aus den Orten der näheren und ferneren Umgebung an. In der Zeit der frühen Industrialisierung von etwa 1820 bis 1850 wuchs die Bevölkerung von Heilbronn von etwa 8.000 auf 12.000 an, bis zum Ende des 19. Jahrhunderts verdreifachte sie sich nochmals.
Zur Linderung der Wohnungsnot in der stark wachsenden Stadt entstand für Beschäftigte der Rauchschen Papierfabrik 1856 die erste Arbeiterwohnsiedlung der Stadt. Die heutige Stadtsiedlung, ein kommunaler Wohnungsbauträger, geht in ihren Ursprüngen auf diese Rauch’sche Siedlung zurück.

## Heilbronner Papierfabrikanten

### Gebrüder von Rauch

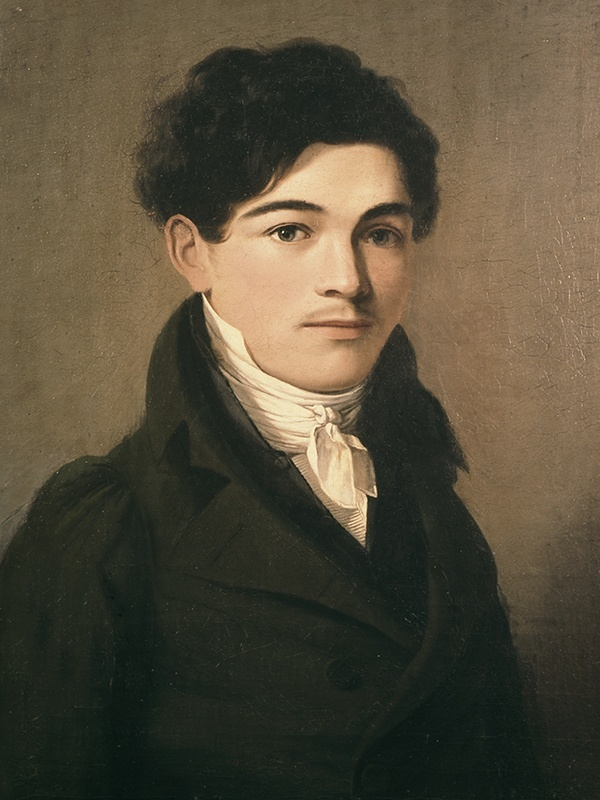
Adolf von Rauch (1815)

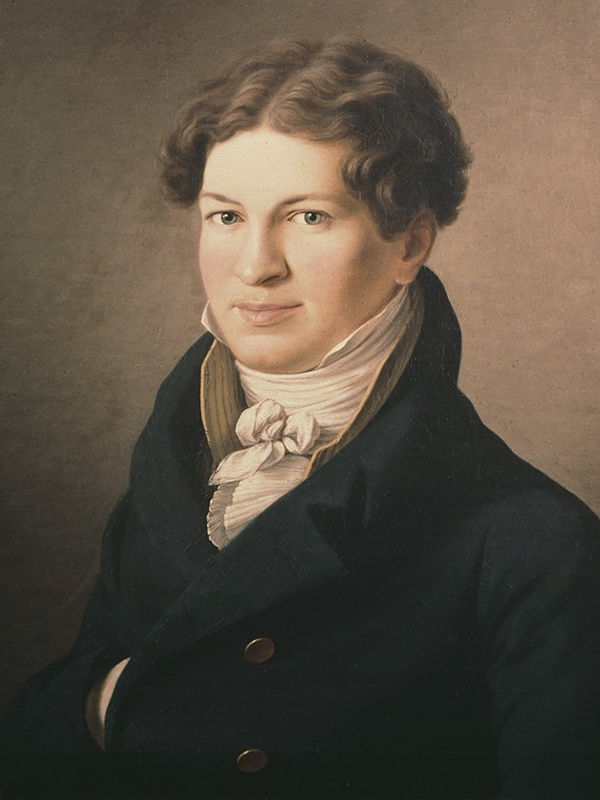
Moriz von Rauch (1815)

Das Unternehmen wurde als Tabak-, Öl- und Farbholzmühle mit angeschlossenem Handelsunternehmen im Jahr 1762 von Johann Benjamin Rauch (1703–1776) gegründet. Seine Enkel Adolf von Rauch (1798–1882) und Moriz von Rauch (1794–1849) nahmen auf der Bleichinsel ab 1822 mit der ersten englischen Endlospapiermaschine in Süddeutschland die Papierproduktion aus Lumpen auf. Um 1830/35 wurde die Rauch'sche Papierfabrik um eine zweite Papiermaschine erweitert. 1832 hatte das Unternehmen 110 Beschäftigte. Eine weitere Erweiterung der damals auch schon Walzwerke zum Glätten der Papiere umfassenden Anlagen erfolgte 1841/42. Zwischen 1880 und 1900 erreichte die Beschäftigtenzahl mit rund 300 Personen ihren Höhepunkt. 1923 wurde das Unternehmen in eine Aktiengesellschaft umgewandelt, 1924 kam es zu einer zeitweiligen Kooperation mit der benachbarten Firma von Gustav Schaeuffelen und der Papierfabrik der Gebrüder Laiblin in Pfullingen, wodurch die Fabriken mit insgesamt neun Papiermaschinen alle Sorten holzfreier und hadernhaltiger Papiere erzeugen konnten. Die Kooperation endete bereits 1926 mit der Liquidation der Firma Schaeuffelen. Danach war die Rauchsche Fabrik der einzige verbliebene Papierhersteller in Heilbronn.
1942 wurden die Produktionsanlagen stillgelegt, 1944 wurde die Fabrik beim Luftangriff auf Heilbronn völlig zerstört. Nach dem Zweiten Weltkrieg ließ die Stadt Heilbronn keine Industrieansiedlung am vorigen Standort der Rauchschen Fabrik mehr zu, stattdessen wurde dort später das städtische Hallenbad errichtet. Das Unternehmen Rauch beschränkte sich an einem neuen Standort als Gebrüder Rauch GmbH auf den Papiergroßhandel und wurde Teil der Papierunion. 1970 waren rund 60 Mitarbeiter damit beschäftigt, den 1500 südwestdeutsche Druckereien umfassenden Kundenstamm zu bedienen, 1988 erzielte das Unternehmen mit 90 Mitarbeitern einen Umsatz von 90 Mio. DM.

### Gustav Schaeuffelen

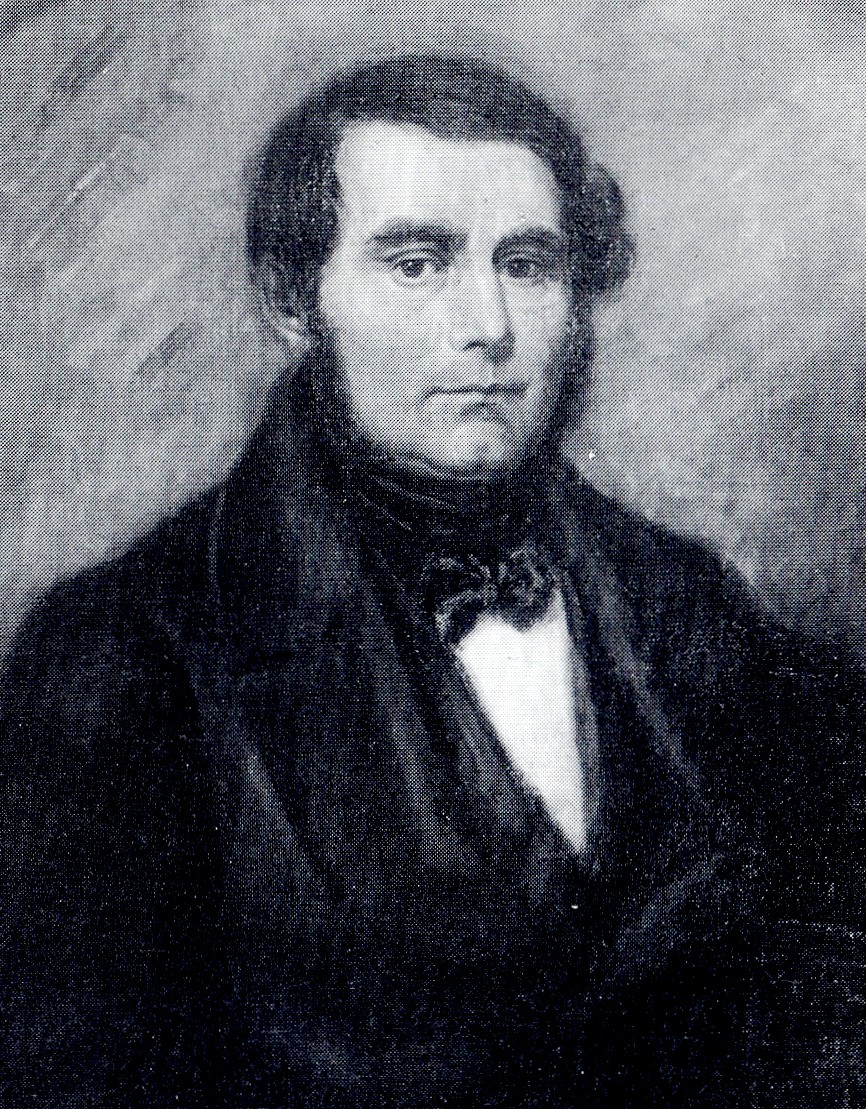
Gustav Schaeuffelen (1830)

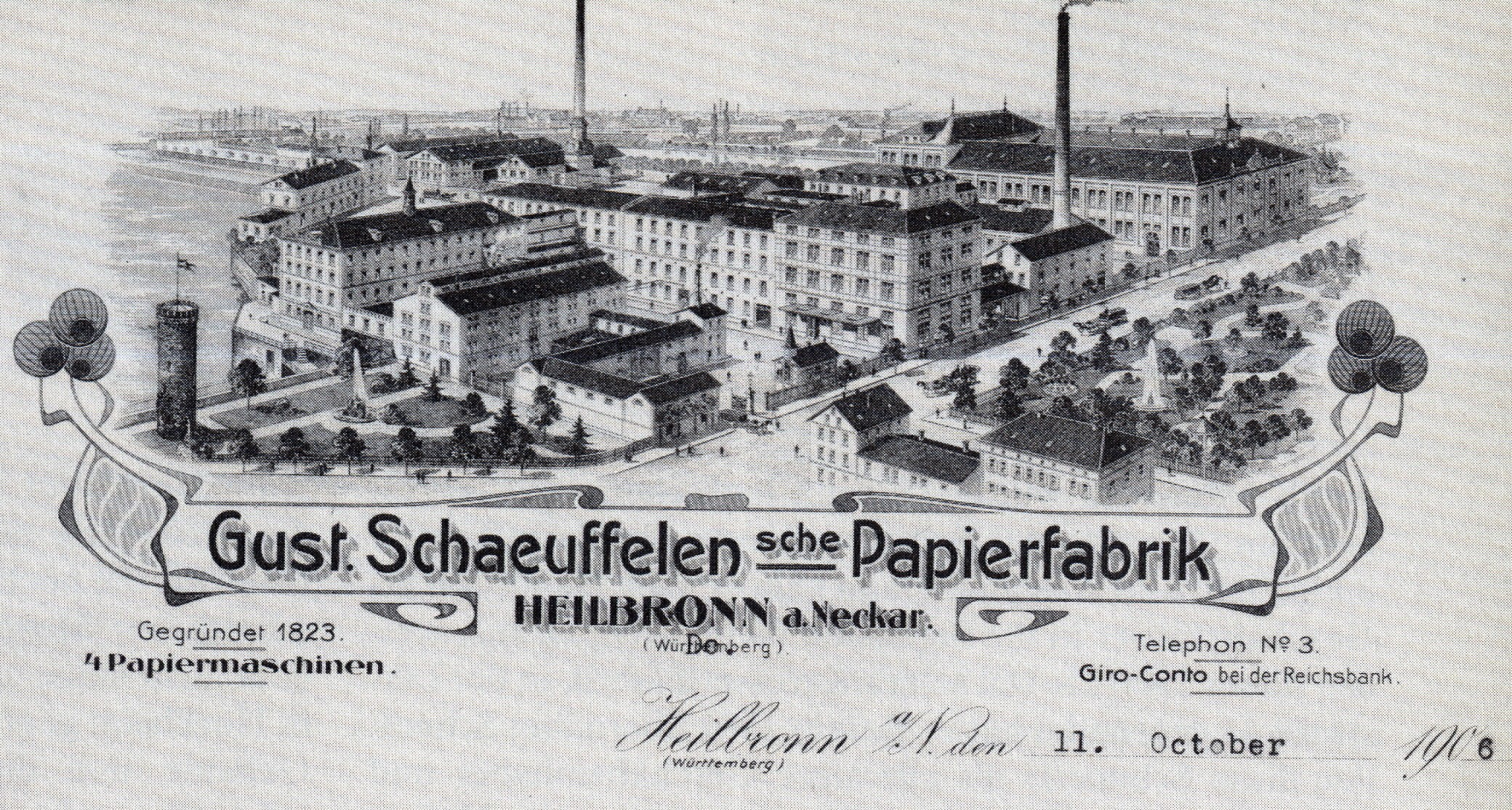
Briefkopf Schaeuffelen

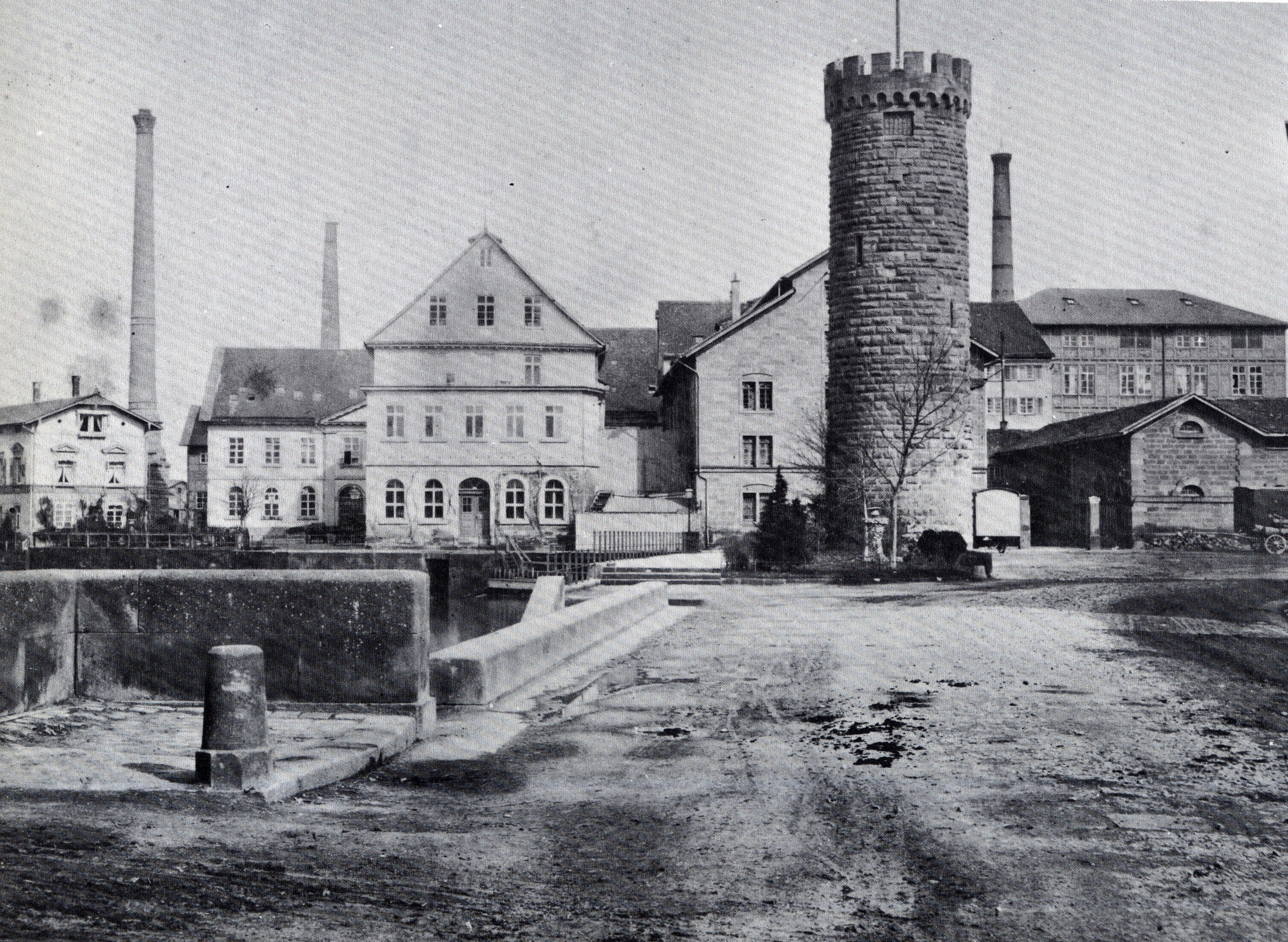
Papierfabrik Schaeuffelen 1890

Gustav Schaeuffelen (1798–1848) kam 1818 in den Mühlenbetrieb seines Stiefonkels Johann Valentin Ebbeke, der auf die dritte, 1709 erbaute Heilbronner Papiermühle zurückging. Nach Ebbekes Tod übernahm Schaeuffelen 1822 den Betrieb. In seiner nach einem Brand 1827 neu errichteten Papiermühle am Bollwerksturm führte er die chemische Bleichung von Lumpen ein, betrieb erstmals die Mühlräder mit Hilfe frostfreier artesischer Brunnen und nahm 1830 die erste in Deutschland und auf dem Kontinent entwickelte Endlospapiermaschine aus der Fertigung von Johann Jakob Widmann in Betrieb. Die maschinelle Herstellung war ungleich effizienter als das bisherige Papierschöpfen des Büttenpapiers von Hand in den Papiermühlen.
Von 20 Arbeitnehmern, die Schaeuffelen im Jahre 1832 eingestellt hatte, stieg die Zahl der Arbeitnehmer auf 400 (1897), später im Jahr 1923 auf 535 Personen an. Speziell im Segment von feinen Post- und Schreibpapieren sowie Sonderpapieren (z. B. die ab 1848 hergestellten Obligationenpapiere für die württembergische Staatsschuldverschreibung) zählte das nach dem Tod des Gründers 1848 zur Aktiengesellschaft umgeformte Unternehmen zu den bedeutendsten deutschen Herstellern. 1851 erhielt Schaeuffelen den ersten Preis für Briefpapier auf der Weltausstellung in London.
1849 regte das Unternehmen Schaeuffelen die Gasversorgung der Stadt aus Holzkohle an, ab 1852 lieferte Schaeuffelen Steinkohlengas für die Straßen- und Privatbeleuchtung. Die Fabrikanlagen wurden 1901/02 bedeutend erweitert.
Wie auch das benachbarte Unternehmen der Gebrüder Rauch hatte die Papierfabrik Schaeuffelen um die Wende zum 20. Jahrhundert einen Höhepunkt in ihrer Entwicklung erreicht und durchlief in den Notjahren nach dem Ersten Weltkrieg eine Krise. 1924 wurde der Kooperationsvertrag mit den Papierfabriken der Gebrüder Laiblin aus Pfullingen und der Gebrüder Rauch in Heilbronn geschlossen, der jedoch die Krise bei Schaueffelen nicht mehr abwenden konnte, so dass die Fabrik noch im selben Jahr stillgelegt wurde. 1925 meldete Schaeuffelen Konkurs an, 1926 wurde das Unternehmen liquidiert. Da sich kein Interessent für das 20.000 Quadratmeter große Fabrikanwesen finden ließ, erwarb die Stadt Heilbronn 1928 das Anwesen.

## Heilbronner Papierverarbeiter

### Tapetenfabrik Backhaus
Für die Tapetenfabrikation waren durch die lokale Fertigung von endlosem Maschinenpapier gute Voraussetzungen gegeben. C. Müller gründete 1825 eine Tapetenfabrik, die um 1835 unter der Leitung von Backhaus bereits 20 Beschäftigte hatte. Proben ihrer Tapeten und Bordüren fanden bei der Industrie-Ausstellung 1836 Anerkennung bezüglich der Farben, des Designs und der Farbzusammenstellung sowie hinsichtlich ihrer Preiswürdigkeit. Wilhelm Franz Exner führt das Unternehmen 1869 als Backhaus & Komp. auf. Der Konkurs der Backhaus'schen Tapetenfabrik (Anton Röser) wird 1882 vermeldet, die Löschung aus dem Handelsregister noch im selben Jahr.

### Baier & Schneider

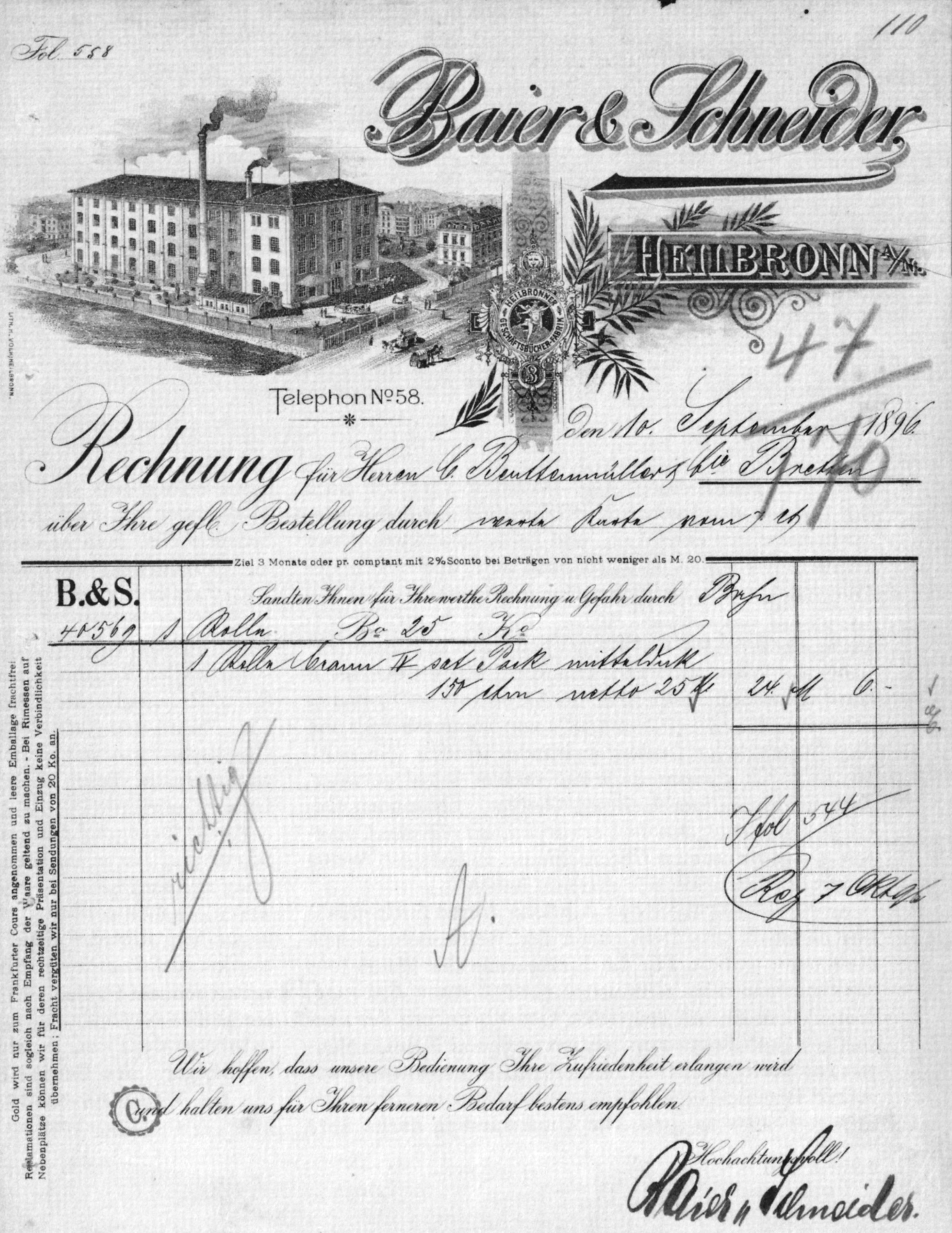
Rechnung von Baier & Schneider von 1896 mit Bild des Fabrikgebäudes

Julius Baier und Andreas Schneider erwarben 1877 das Unternehmen Gustav Ziegler, eine Papier-, Schreib- und Kurzwarenhandlung im Kirchhöfle bei der Nikolaikirche in Heilbronn. Nach Beginn der Herstellung eigener Papiere und der Erweiterung der Produktionsanlagen um eine Druckerei für die Herstellung von Geschäftsbüchern und ähnlichem wurde das Unternehmen Baier & Schneider unter dem Markennamen Brunnen erfolgreich. 1930 wechselte das Unternehmen an einen neuen Standort in der Wollhausstraße und hatte rund 500 Beschäftigte. Nach einem bescheidenen Neuanfang nach dem Zweiten Weltkrieg konnte sich das Unternehmen wieder günstig entwickeln. Gegenwärtig werden rund 650 Personen beschäftigt, jährlich werden etwa 18.000 Tonnen Papier verarbeitet, die Produktpalette der Marke Brunnen umfasst etwa 7000 Artikel.

### Landerer

Das Fabrikgebäude von Landerer 1903 mit Arbeitnehmern beim Feierabend

Albert Friedrich Landerer betrieb im Jahre 1837 in der Kaiserstraße 26 eine Modehandlung, ab 1851 eine Schreibmaterialien-Handlung. Im Jahre 1862 wurde der Betrieb in die Kaiserstraße 18 verlegt, wo ab 1865 Richard Landerer, der Sohn des Firmengründers, den Betrieb als Papier-, Schreibmaterialien- und Ledergalanteriewaarenhandlung en gros & en détail weiterführte. Im Jahre 1886 starb Albert Friedrich Landerer, sein Sohn erweiterte das Angebote um Anhänger, Musterbeutel, Lohntüten, Leder- und Kunstgewerbewaren. Der Einsatz von Buchdruck- und Lithographie-Verfahren und von Buchbindermaschinen hielt den Betrieb damals auf dem modernsten Stand. Um 1900 wurde die Druckerei und Buchbinderei des Unternehmens vergrößert. 1906 produzierte Landerer im Auftrag einer Zigarettenfabrik erstmals Faltschachteln. Diese Produktgruppe wurde später zum wichtigsten Firmenzweig, wobei insbesondere Schachteln für Pharmazie und Kosmetik gefertigt wurden. Die Firma wurde 1944 beim Luftangriff auf Heilbronn völlig zerstört, aber nach dem Zweiten Weltkrieg von Erich und Heinz Landerer neu aufgebaut. Das Betriebsgelände in der Heilbronner Innenstadt blieb nach dem Ende der Produktion und dem Abriss lange Zeit unbebaute Brache, bevor dort 2004 die Stadtgalerie errichtet wurde.

### Carl Friedrich Müller
Die Carl Friedrich Müller - vereinigte Papierfabriken GmbH hatte ihren Ursprung in der Wollhausstraße 21, wo der Firmengründer Fabrikation & Lager von Papierdüten, Papiersäcken, Apothekerkapseln, Cigarettentaschen, Mustertaschen etc. betrieb. 1880 wurde das Unternehmen in die Wollhausstraße 42 verlegt, wobei 1888 eine Druckerei und 1902 die maschinelle Herstellung von Tüten hinzukam. Im Jahre 1903 verstarb Carl Friedrich Müller, wodurch der Betrieb an Carl Berberich überging, der aus dem Unternehmen zuerst eine GmbH, 1918 eine Kommanditgesellschaft und schließlich 1923 eine Aktiengesellschaft namens Carl Friedrich Müller AG, machte. 1935 wurden mit 100 Arbeitnehmern Spitztüten, Bodenbeutel, Bäckerfaltenbeutel und Weißwarenflachbeutel produziert. 1967 kam die Verarbeitung von Polyethylen hinzu. Seitdem werden die Produkte unter dem Namen Kilian-Verpackung vertrieben. Das Unternehmen produziert jährlich 250 Millionen Beutel.

### Carl Berberich

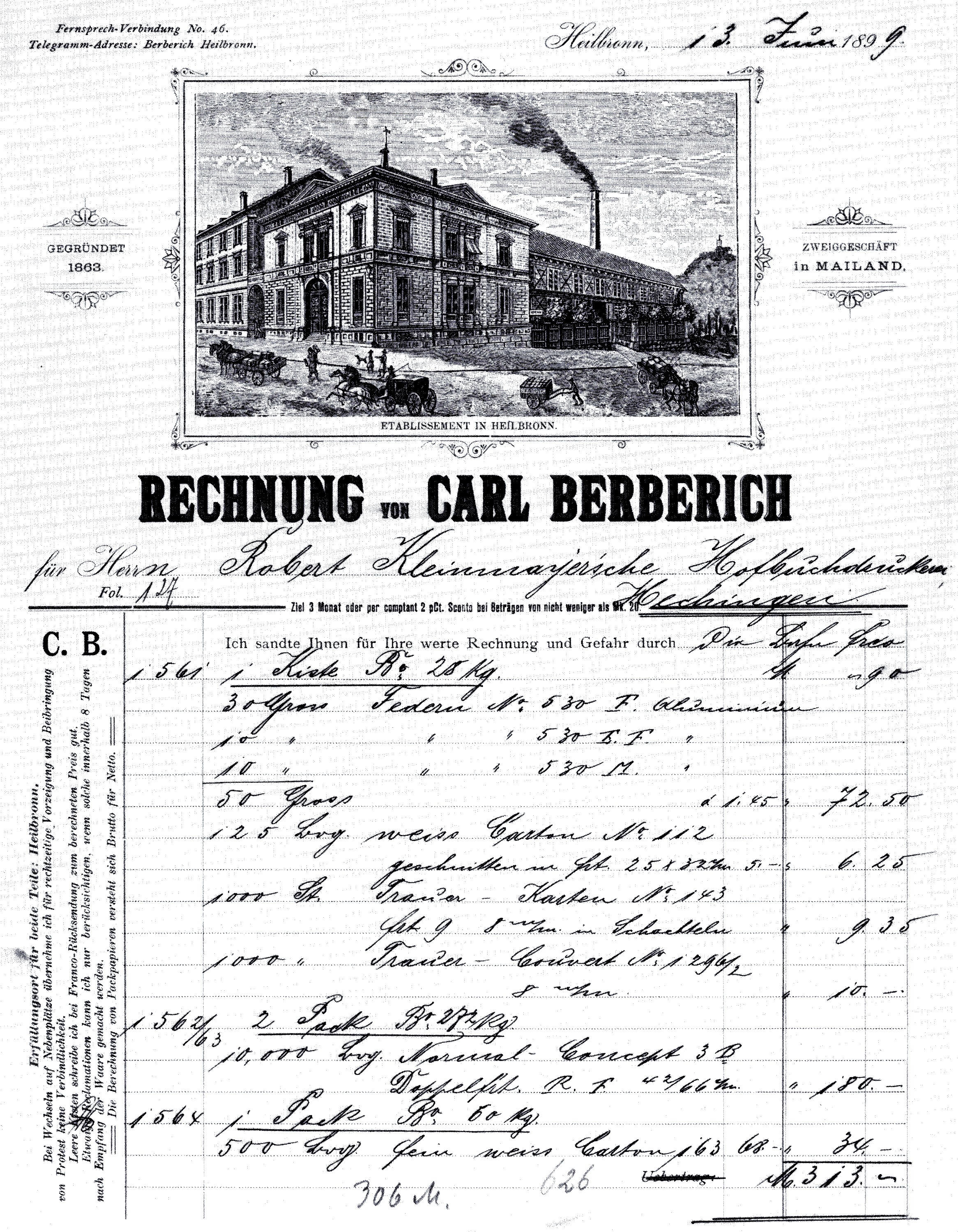
Berberich-Rechnung von 1899 mit Bild des Fabrikgebäudes

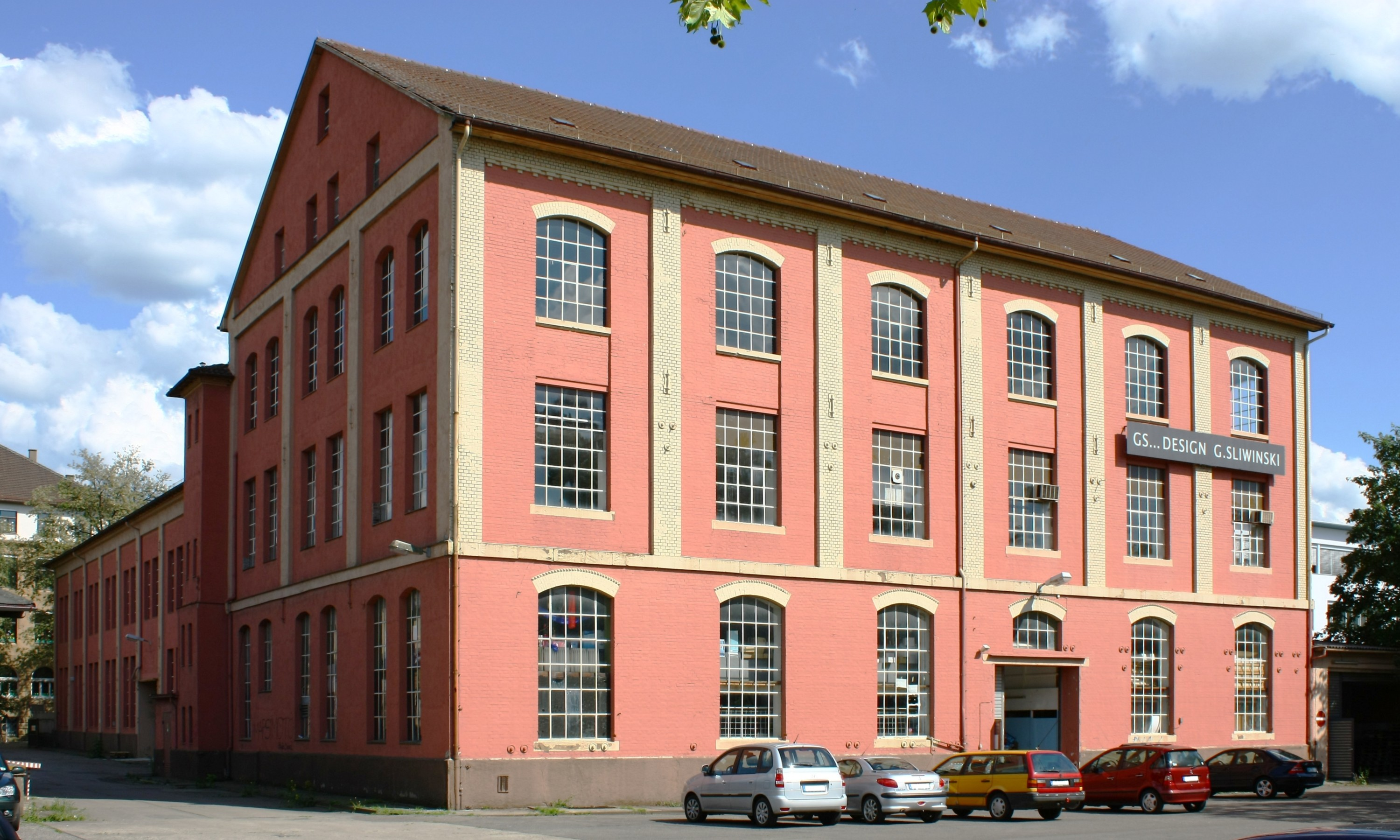
Das 2009 abgerissene Schaeuffelen-Fabrikgebäude war eines der letzten baulichen Relikte der Heilbronner Papierindustrie

Berberich gründete im Jahr 1863 eine Großhandlung für Papier, Schreibwaren, Tüten, Geschäftsbücher und Beutel mit Sitz in der Dammstraße 27. Er war zuvor bereits Teilhaber eines Papiergroßhandelsunternehmens gewesen und hatte daher bei der Gründung seiner Großhandlung schon entsprechende Geschäftserfahrung. Er weitete seine Tätigkeit insbesondere auf den Import und Export von Papier aus. Speziell für die Nachfrage aus Nahost nahm das Unternehmen um 1900 auch die Papierverarbeitung zur Herstellung eigener Produkte auf. Bereits 1886 entstand eine Filiale in Mailand, die jedoch ebenso wie der Export nach Nahost im Zuge des Ersten Weltkrieges wieder aufgegeben wurde. Für den Kaufmann Carl Berberich entwarf Hugo Eberhardt 1905/6 als Wohnhaus die Villa Berberich an der Karlstraße 141 in Heilbronn.
Nach 1918 entstanden Filialen in Stuttgart, Köln und München. Im Jahre 1928 beschäftigte Berberich in Heilbronn 265 Personen. Am 4. Dezember 1944 wurde das Firmengebäude in der Nordbergstraße 27 beim Luftangriff auf Heilbronn ein Opfer der Flammen. Im Mai 1945 erfolgte die Produktion in der Stephanstraße 27, später wieder am angestammten Platz in der Nordbergstraße. Im Jahr 1954 betrug die Zahl der Arbeitnehmer 250 Personen. In den 1950er Jahren war Berberich der erste papierverarbeitende Betrieb in Deutschland, der Spiralbindungen mit Plastikspiralen anfertigte. Auf diesem Feld war Berberich dank dafür selbst entwickelter Maschinen längere Zeit Marktführer.
1971 wurde eine neue Niederlassung in Abstatt bei Heilbronn errichtet, 1983 folgte eine Niederlassung in Köln, die 1990 nach Langenfeld verlegt wurde. 1992 und 1995 entstanden Niederlassungen und Gesellschaften in Thalgau (bei Salzburg) und Lehrte. Der Betrieb ist heute in die Geschäftsbereiche Berberich Papier (Papierhandel) und Berberich Systems (Papierverarbeitung) unterteilt. Insgesamt bestehen sieben Niederlassungen, mit rund 350 Mitarbeitern wird jährlich ein Umsatz von 200 Mio. Euro erzielt.

### Ernst Mayer
1877 gründete Ernst Mayer (1850–1922) die Ernst Mayer Briefhüllenfabrik, welche sich auf die Herstellung von Briefumschlägen spezialisierte. Zur Abdeckung des ostdeutschen Marktes erwarb das Unternehmen 1909 eine Fabrik in Dresden. Die Heilbronner Produktionsanlagen wurden beim Luftangriff vom 4. Dezember 1944 zerstört und nach dem Krieg wiederaufgebaut. Das Unternehmen wurde nach wirtschaftlicher Schieflage 1983 an den deutschen Investor Edlef Manfred Bartl (1950–2014) verkauft und in Mayer-Kuvert umbenannt. Nach mehreren Jahren der Aufbauarbeit erreichte man 1989 einen Jahresumsatz von 45 Mio. DM. Durch die Zugründung eines Zulieferbetriebs in Berlin 1986 und die Übernahme des Stuttgarter Briefhüllenherstellers Eugen Lemppenau 1989, der Kuvertfabrik Pasing 1991 und des ehemals staatlichen Briefhüllenherstellers Torgau-Kuvert 1992 expandierte das Unternehmen erst national und gründete dann in den frühen 1990er Jahren zahlreiche Unternehmen im früheren Ostblock. 2010 erfolgte der Kauf der insolventen Neuwieder Couvertfabrik in Neuwied.
Seit 2006 war Mayer-Kuvert europäischer Marktführer in der Briefhüllenherstellung. 2013 wurden mit etwa 2.400 Mitarbeitern an 50 Standorten in 23 Ländern etwa 26 Milliarden Briefumschläge produziert.

## Druckereien und Verlage in Heilbronn
Das Vorhandensein von bedeutenden Papierherstellern begünstigte die Ansiedlung zahlreicher Druckereien in Heilbronn. Seit Beginn der Industrialisierung wurden bis 1882 drei Druckereien in Heilbronn gegründet, in der Hochphase der Papierproduzenten bis 1901 waren es bereits 19, im Jahr 1914 schließlich 25 Buchdruckereien oder lithographische Anstalten. Erzeugt wurden vor allem Werbedrucke aller Art, die weit über Heilbronn hinaus verbreitet wurden. Außerdem waren unter den Druckereien auch mehrere Verlagsdruckereien, die ebenfalls überregionalen Ruf genossen, darunter der 1855 gegründete Musikverlag C. F. Schmidt, der 1884 gegründete und auf Zeitschriften spezialisierte Otto Weber Verlag sowie der 1891 gegründete Eugen Salzer-Verlag.